# Static (DC Comics)

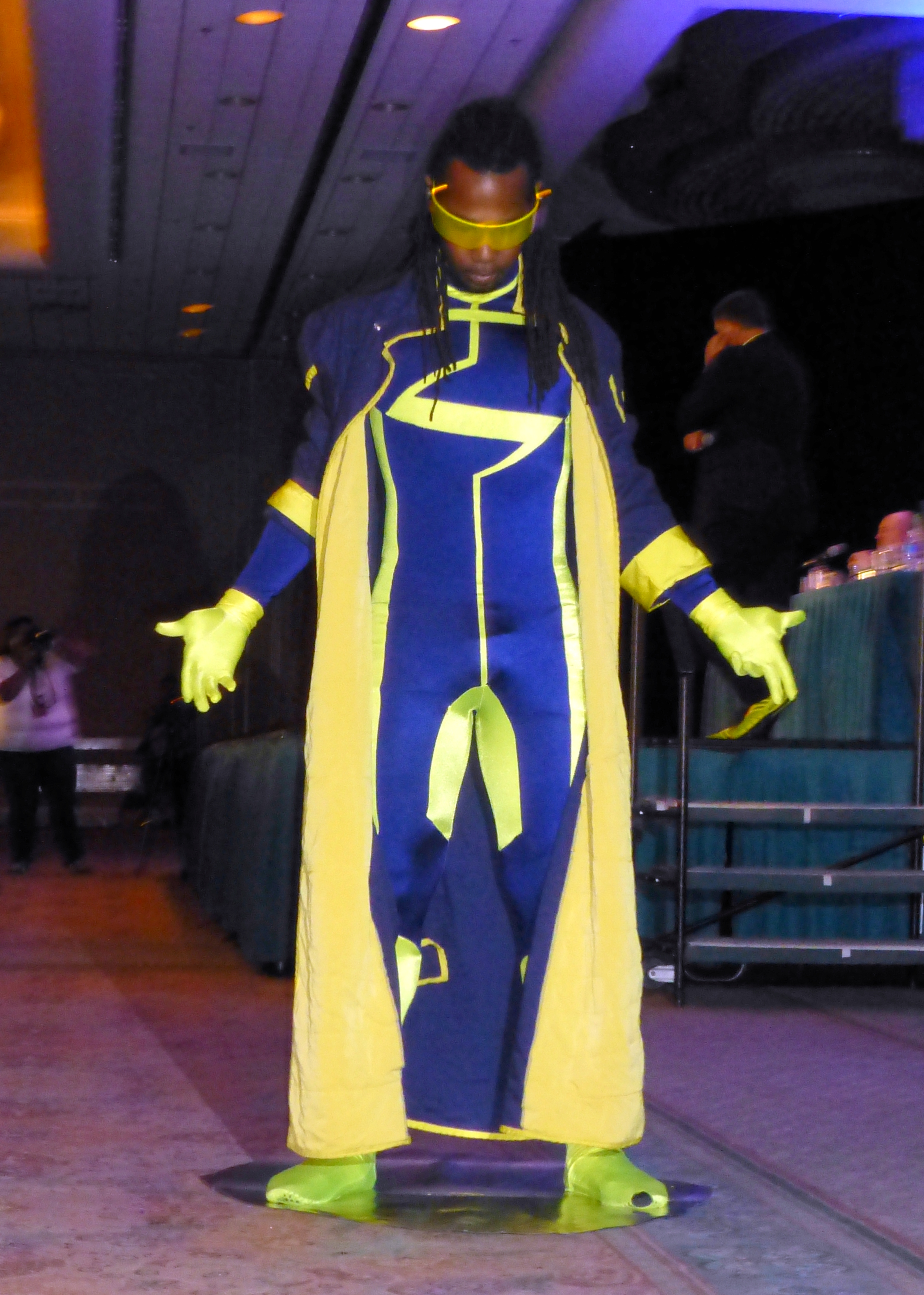
Cosplay do Super Choque na Wizard World Chicago de 2013

Super Choque (Static, no original) é um herói de histórias em quadrinhos da Milestone Comics que era publicada como um selo da DC Comics, devido a um acordo de licenciamento e distribuição que esta tinha com a Milestone Comics. O personagem aparece pela primeira vez em Static # 1 ( Junho de 1993) e foi criado por Dwayne McDuffie, John Paul Leon e Denys Cowan. Static é também o protagonista da série animada Static Shock (Super-Choque no Brasil). Embora originalmente na Milestone possuía um universo próprio nós quadrinhos,o Super Choque foi adicionado ao Universo DC em Terror Titans #3 após a milestone ser adquirida pela própria em 2008

## História[1],[2]
O criador Dwayne McDuffie descreveu Super Choque: "Como qualquer outro garoto desajeitado de 15 anos, Virgil Hawkins se preocupa com garotas, dinheiro, e é constantemente provocado por seus colegas de classe. Mas, recentemente, ele tem ainda mais coisas com o que se preocupar como os seus super-poderes, a sua identidade secreta, e os seus inimigos. Porque, quando inocentes estão em perigo, ele dá um jeito de fugir da sala de aula, então o jovem Virgil se torna Super Choque!" sua identidade civil foi baseada nos poetas romanos Virgílio e Ovídio.
Virgil Hawkins tinha quinze anos quando ele se tornou Super Choque após ser convencido por um amigo a participar de uma "guerra de gangues"que iria acontecer no porto de Dakota para dar um "fim no bullying"que sofria por Martin Scaponi(Francis stone na Animação)que mais tarde seria conhecido por "Raio de fogo".durante o evento a polícia chega ao local e dispara uma espécie de gás experimental chamado Quantum Juice,o gás mata a maioria das pessoas no local más acaba mudando os sobreviventes a nível DNA.causando mudanças nos seus copos e dando habilidades variadas aos sobreviventes do que ficou conhecido como o "Big Bang".Virgil conseguiu fugir sem precisar ser levado ao hospital diferente de alguns dos sobreviventes que começaram a se transformar em espécies de "mutantes'' no local, más depois de acordar percebeu que seu corpo estava estranho pois agora ele conseguia atrair objetos com energia estática e produzir/sugar e controlar eletricidade como quiser,podendo até mesmo lançar rajadas de eletricidade e usar objetos metálicos para voar pela cidade.assim depois de aprender um pouco mais sobre seus poderes e habilidades ele resolveu ajudar a combater os outros transformados que nem ele que estavam usando seus poderes pra o mal e ajudar a cidade com os demais crimes e perigos da cidade de Dakota.
Em 2008, foi anunciado que Super Choque entraria para o Universo DC, onde iria se juntar aos Novos Titãs. Dwayne McDuffie foi o responsável da transição. Static fez sua primeira aparição no Universo DC em New Titans #3, entrando para os Titãs em Teen Titans vol. 3 #69. O personagem chegou a ganhar uma revista própria durante a fase Os Novos 52. Por causa do sucesso da série animada, a editora Panini Comics decidiu chamá-lo no Brasil pelo mesmo nome usado na série animada: Super Choque.
Durante o DC FanDome, uma nova série de quadrinhos foi anunciada para 2021,a revista serviria como um Reboot do personagem junto de todo o universo milestone que agora ficaria mais uma vez em uma terra própria chamada de Terra M,a revista foi batizada de static:season one e durou 6 edições.após o sucesso do quadrinho uma nova temporada foi anunciada para o verão americano de 2022 intitulada de static:season two.

## Poderes/Habilidades
=Bang Baby : A fisiologia do Super choque foi alterada por uma explosão genética mutante que o levou a adaptar poderes incomuns. O próprio corpo de Virgil pode gerar energia eletromagnética bruta, que ele aprendeu a manipular, controlar e aprimorar.
=Eletromagnetismo supercondutor :pode detectar fontes de energia eletromagnética ou objetos que podem ser afetados por ela, como canos de água subterrâneos. Ele pode magnetizar e desmagnetizar metais.
- Campos eletromagnéticos : gera um campo eletromagnético assim como a terra e o sol geram seus próprios campos eletromagnéticos. Static também pode criar barreiras e escudos que ele pode usar para bloquear, repelir, conter ataques e se defender em batalha.

- Mecanocinese : capaz de fixar ou operar dispositivos eletrônicos através de sua manipulação eletromagnética. Ele pode operar a maioria dos dispositivos apenas tocando, mesmo que não estejam conectados.

- Levitação Eletromagnética : pode fazer com que os objetos voem (o metal é o material mais fácil de manipular e a madeira é o mais difícil).

- Ajuste de comprimento de onda : pode ouvir ondas de rádio, o que significa que ele pode ouvir a banda larga da polícia e as estações de música, além de tocar nas linhas telefônicas para fazer chamadas.

- Resistência Mental : Como o cérebro humano é um órgão eletromagnético, e devido ao seu status de meta-humano amplificando as capacidades de seu cérebro, Static demonstrou oposição considerável a praticamente todas as formas de hipnose ou controle da mente. Ele superou os ataques telepáticos do Enxame, evitou a detecção mental da Miss Marte e, mais notavelmente, acabou se libertando da Equação Anti-Vida , um feito originalmente considerado impossível.

=Eletrocinese : pode gerar eletricidade de seu corpo e administrá-la em uma variedade de ataques e usos diferentes. Ele pode carregar dispositivos, drenar dispositivos e projetar sua eletricidade de várias maneiras controladas.
- Exibições Elétricas : é capaz de projetar suas energias eletromagnéticas na forma de construções baseadas em energia, como discos, orbes, rajadas, escudos, plataformas, campos de força e outros projéteis ou construções.

- Parafusos de Força Eletromagnética : pode projetar explosões poderosas e / ou rajadas de energia eletromagnética de suas mãos para usos que lhe permitem bater, empurrar / puxar ou explodir seus alvos e potencialmente exercer força suficiente para destruí-los.

- Ball Lightning : Energia eletromagnética comprimida em uma grande bola e lançada em alvos; uma manobra ofensiva em uma situação de combate.

- Aderência Estática : pode aderir a maioria dos objetos ou pessoas a superfícies e outros objetos, e a estática pode magnetizar superfícies.

- Transformação Elétrica : Devido ao poder dele de gerar energia eletromagnética, ele é capaz de transformar todo o seu corpo em energia elétrica pura.

- Fator de Cura : Virgil pode se recuperar de ferimentos mais rápido do que humanos normais, tendo curado de uma infinidade de picadas de corpo inteiro do Enxame em menos de um dia, quando muito bem teriam matado uma pessoa normal. Mesmo assim, ele foi tão gravemente ferido que uma enfermeira teve que vê-lo ou Frieda teve que cuidar dele.

## Outras mídias

### Televisão
- Em The Fresh Prince of Bel-Air há um cópia emoldurada da capa de Static # 1 na parede de Will e Carlton na casa da piscina.
- O personagem foi adaptado para uma série animada intitulada Static Shock (Super Choque no Brasil), embora fosse de um universo próprio no início, foi incorporado ao DC Universe, lutando ao lado de Batman e a Liga da Justiça.
- Na série de animação; Justiça Jovem, o personagem aparece na segunda temporada com voz de Bryton James  no original e no Brasil por Luís Sergio Vieira, dublador do herói na série animada.

### Filmes
Virgil tem uma participação especial sem falar em Justice League: War. Ele pode ser visto sentado atrás de Billy Batson durante o jogo de futebol de Victor Stone. Sua aparência é semelhante à de seu homólogo Young Justice. Esta é a primeira aparição do personagem em um filme da DC.
Em 22 de agosto de 2020, Reginald Hudlin anunciou no DC FanDome que um filme Live-action do herói está em desenvolvimento. 
Durante o DC Fandome 2021 foi dito que o desenvolvimento do filme estava andando e no mesmo ano foi confirmado que Michael B. Jordan iria produzir o filme e Randy Mckinnon seria o roteirista do filme. 
também durante o DC Fandome 2021 foi anunciado um filme animado do universo Milestone que contará  com o próprio super choque como também os outros heróis que compõem o universo Milestone.  